# Торбей (Ньюфаундленд і Лабрадор)
Торбей (англ. Torbay) — містечко в Канаді, у провінції Ньюфаундленд і Лабрадор.

## Населення
За даними перепису 2016 року, містечко нараховувало 7899 осіб, показавши зростання на 6,8 %, порівняно з 2011 роком. Середня густина населення становила 226,4 осіб/км².
З офіційних мов обома одночасно володіли 650 жителів, тільки англійською — 7 240, а 5 — жодною з них. Усього 85 осіб вважали рідною мовою не одну з офіційних.
Працездатне населення становило 70,2 % усього населення, рівень безробіття — 8 % (9,2 % серед чоловіків та 6,7 % серед жінок). 93,5 % осіб були найманими працівниками, а 5,5 % — самозайнятими.
Середній дохід на особу становив $58 734 (медіана $44 891), при цьому для чоловіків — $70 233, а для жінок $47 407 (медіани — $55 631 та $37 260 відповідно).
24,1 % мешканців мали закінчену шкільну освіту, не мали закінченої шкільної освіти — 12,5 %, 63,5 % мали післяшкільну освіту, з яких 36,3 % мали диплом бакалавра, або вищий, 45 осіб мали вчений ступінь.
| Статево-вікова структура населення | Статево-вікова структура населення | Статево-вікова структура населення | Статево-вікова структура населення | Статево-вікова структура населення |
| ---------------------------------- | ---------------------------------- | ---------------------------------- | ---------------------------------- | ---------------------------------- |
|                                    |                                    |                                    |                                    |                                    |
| Всього                             | Всього                             | 48,9%51,1%                         |                                    |                                    |
| 0 — 14 років                       | 0 — 14 років                       |                                    | 21%                                | 21%                                |
| 15 — 64 років                      | 15 — 64 років                      |                                    | 68,8%                              | 68,8%                              |
| 65 і більше                        | 65 і більше                        |                                    | 10,2%                              | 10,2%                              |
| 85 і більше                        | 85 і більше                        |                                    | 0,8%                               | 0,8%                               |
| Середній вік (років)               | Середній вік (років)               | 37,138,0                           | 37,6                               | 37,6                               |
| Медіана (років)                    | Медіана (років)                    | 39,4                               | 39,4                               | 39,4                               |
| — чоловіки — жінки                 |                                    |                                    |                                    |                                    |

| Походження мешканців:     | Походження мешканців:     | Походження мешканців: | Походження мешканців: | Походження мешканців: |
| ------------------------- | ------------------------- | --------------------- | --------------------- | --------------------- |
| Походження                |                           |                       | осіб                  | %                     |
| Корінні американці        | Корінні американці        |                       | 370                   | 4.73%                 |
| Інше північноамериканське | Інше північноамериканське |                       | 4 370                 | 55.85%                |
| Європейське               | Європейське               |                       | 4 425                 | 56.55%                |
| британське                | британське                |                       | 4 290                 | 54.82%                |
| французьке                | французьке                |                       | 370                   | 4.73%                 |
| Латинськоамериканське     | Латинськоамериканське     |                       | 30                    | 0.38%                 |
| Карибське                 | Карибське                 |                       | 15                    | 0.19%                 |
| Африканське               | Африканське               |                       | 40                    | 0.51%                 |
| Азійське                  | Азійське                  |                       | 80                    | 1.02%                 |

| Зайнятість населення за галузями (за класифікацією NOC): | Зайнятість населення за галузями (за класифікацією NOC): | Зайнятість населення за галузями (за класифікацією NOC): | Зайнятість населення за галузями (за класифікацією NOC): | Зайнятість населення за галузями (за класифікацією NOC): |
| -------------------------------------------------------- | -------------------------------------------------------- | -------------------------------------------------------- | -------------------------------------------------------- | -------------------------------------------------------- |
|                                                          |                                                          |                                                          |                                                          |                                                          |
| Управління                                               | Управління                                               |                                                          | 9,3%                                                     | 9,3%                                                     |
| Бізнес, фінанси та адміністрування                       | Бізнес, фінанси та адміністрування                       |                                                          | 17,8%                                                    | 17,8%                                                    |
| Природничі та прикладні науки                            | Природничі та прикладні науки                            |                                                          | 12%                                                      | 12%                                                      |
| Охорона здоров'я                                         | Охорона здоров'я                                         |                                                          | 8,5%                                                     | 8,5%                                                     |
| Освіта, правозахист, муніципальні та урядові служби      | Освіта, правозахист, муніципальні та урядові служби      |                                                          | 10,5%                                                    | 10,5%                                                    |
| Мистецтво, культура, відпочинок та спорт                 | Мистецтво, культура, відпочинок та спорт                 |                                                          | 1,9%                                                     | 1,9%                                                     |
| Роздрібна торгівля та послуги                            | Роздрібна торгівля та послуги                            |                                                          | 19,6%                                                    | 19,6%                                                    |
| Гуртова торгівля, транспорт та обладнання                | Гуртова торгівля, транспорт та обладнання                |                                                          | 16,2%                                                    | 16,2%                                                    |
| Природні ресурси, сільське господарство                  | Природні ресурси, сільське господарство                  |                                                          | 2,6%                                                     | 2,6%                                                     |
| Виробництво                                              | Виробництво                                              |                                                          | 1,6%                                                     | 1,6%                                                     |

## Клімат
Середня річна температура становить 5,1 °C, середня максимальна — 19 °C, а середня мінімальна — −9,6 °C. Середня річна кількість опадів — 1463 мм.
| Клімат поселення                              | Клімат поселення | Клімат поселення | Клімат поселення | Клімат поселення | Клімат поселення | Клімат поселення | Клімат поселення | Клімат поселення | Клімат поселення | Клімат поселення | Клімат поселення | Клімат поселення | Клімат поселення |
| Показник                                      | Січ.             | Лют.             | Бер.             | Квіт.            | Трав.            | Черв.            | Лип.             | Серп.            | Вер.             | Жовт.            | Лист.            | Груд.            |                  |
| Середній максимум, °C                         | 0,27             | −0,09            | 2,75             | 6,84             | 11,23            | 15,58            | 18,81            | 19,03            | 15,47            | 10,80            | 6,53             | 1,56             |                  |
| Середня температура, °C                       | −4,49            | −4,84            | −2               | 2,08             | 6,48             | 10,83            | 15,58            | 15,80            | 12,23            | 7,57             | 3,29             | −1,68            |                  |
| Середній мінімум, °C                          | −9,26            | −9,59            | −6,76            | −2,68            | 1,72             | 6,06             | 12,36            | 12,57            | 9,00             | 4,33             | 0,07             | −4,91            |                  |
| Норма опадів, мм                              | 140              | 125              | 123              | 118              | 99               | 101              | 87               | 105              | 126              | 153              | 141              | 145              |                  |
| Середньомісячна швидкість вітру, м/с          | 8.18             | 7.63             | 7.20             | 6.57             | 5.85             | 5.42             | 5.25             | 5.27             | 5.91             | 6.72             | 7.28             | 8.03             |                  |
| Середньомісячна сонячна радіація, кДж/м²·день | 3977             | 6711             | 10575            | 14046            | 17046            | 19088            | 19279            | 16132            | 12062            | 7183             | 4131             | 3035             |                  |
| --------------------------------------------- | ---------------- | ---------------- | ---------------- | ---------------- | ---------------- | ---------------- | ---------------- | ---------------- | ---------------- | ---------------- | ---------------- | ---------------- | ---------------- |
| Джерело:                                      |                  |                  |                  |                  |                  |                  |                  |                  |                  |                  |                  |                  |                  |